# Shiklah
Shiklah es un personaje ficticio que aparece en los cómics estadounidenses publicados por Marvel Comics. Estaba casada con Deadpool, pero recientemente se separaron y se casó con Drácula.

## Historial de publicaciones
El personaje apareció por primera vez en el cómic web Deadpool: The Gauntlet # 3, creado por los escritores Brian Posehn y Gerry Duggan y el artista Reilly Brown.

## Biografía del personaje ficticio
Antes de que los humanos nacieran, Shiklah y su familia gobernaban el mundo de los monstruos. Los vampiros intentaron derrocarlos iniciando una guerra que duró más de un siglo, que también vio la llegada del hombre. Después de que su familia fue abrumada y su reino había caído, el padre de Shiklah estaba angustiado por la aparente muerte de sus hijos y decidió encerrarla en un ataúd hasta que la guerra siguiera su curso, o hasta que ella se casara. Deadpool fue contratado por Drácula en traer a Shiklah con él para que se case con ella, a fin de hacerse cargo de sus antiguas tierras y unir al mundo de los monstruos bajo su gobierno y poner fin a una larga disputa. Después de viajar a la Península arábiga, Deadpool rescató a tiempo a Shiklah (sellada en un ataúd) antes de que una facción de vampiros teletransportadores lograra destruirlo. Deadpool trajo el ataúd a Grecia y se peleó con el Minotauro, donde el ataúd se hizo añicos y Shiklah fue despertada junto con su mascota, Bug.
Shiklah pagó el servicio de Deadpool intentando absorber su fuerza vital besándolo, pero falló debido al factor de curación de Deadpool. Shiklah luego siguió a Deadpool fuera de Grecia subiendo a un tren a París, y fueron interceptados por Blade que estaba tratando de convencer a Deadpool de que Shiklah era un monstruo y Deadpool debería abandonarla. Lucharon, y Shiklah (en su forma de monstruo) ayudó a Deadpool a derrotar a Blade, ya que se habían acercado.
Después de que Deadpool organizó el transporte llamando a su amigo Bob, la pareja decidió ver París y visitó las Catacumbas. Después de que Shiklah salvó a Deadpool de ser poseído por un fantasma templario, ella admitió tener sentimientos por él. Deadpool rechazó sus avances debido a su preocupación de que las cosas se volverían desastrosas al igual que todas sus relaciones pasadas.
Después de abandonar las Catacumbas, la pareja fue capturada por Hydra, que quería explotar el poder de Shiklah. Pronto escaparon de la sartén, pero entraron en el fuego cuando el barco Hydra fue interceptado por A.I.M., Shiklah demostró que estaba luchando y derrotando a los agentes de A.I.M. y a un gran robot, pero M.O.D.O.K. la capturó. Deadpool luego derrotó a M.O.D.O.K. y salvó a Shiklah de ser secuestrado por A.I.M.
Una vez que Shiklah y Deadpool regresaron a la ciudad de Nueva York, se casaron en una ceremonia oficiada por Nightcrawler. Luego reunieron a su ejército y los aliados de Deadpool y pelearon una guerra total con las fuerzas de Drácula, finalmente lo expulsaron de Monstruopolis y dejaron a Shiklah a cargo. Deadpool luego lleva a su nueva esposa a la ciudad y le muestra la moderna Nueva York.
Como parte del evento All-New, All-Different Marvel se demostró que Shiklah había tratado a Deadpool con mucho desdén. Mientras miraba televisión en la cama con el Hombre Lobo y un gorgon, Shiklah les dijo que Deadpool es uno de sus esposos.
Deadpool cree que su matrimonio está sufriendo debido a trabajar con los Vengadores y otros superhéroes. Esto encaja con el plan del villano que trabaja para interrumpir todos los aspectos de la vida de Deadpool. Más tarde, los dos se ven acurrucados en la cama y discutiendo momentos románticos agradables. Un poco más tarde en la serie Spider-Man / Deadpool, vemos un mayor deterioro de su matrimonio con Deadpool. Ella no aprueba los cambios en su personaje desde que comenzó a trabajar con Spider-Man. Odia su rostro nuevo y curado, y Deadpool se lo quema, lo que, según ella, es un poco mejor. Él desea que ellos resuelvan las cosas, pero Shiklah no está contenta de que él no sea el mismo hombre con el que ella se casó. Ella le pregunta cuándo fue la última vez que mató a alguien. Ella dice que ya no lo conoce y le pregunta si él incluso se conoce a sí mismo. Deadpool dice que finalmente es uno de los buenos, y Shiklah lo deja una vez más, diciéndole que a los buenos y a las princesas demoníacas no les va bien juntos.
En los eventos llamados "Los últimos días de la magia", el exagente de S.H.I.E.L.D., Michael, se sacrifica para salvar a toda la gente de Shiklah de la dimensión que cruza los destructores de magia.

### Hasta que la muerte nos haga
Su matrimonio con Deadpool golpeó más las rocas cuando Deadpool descubrió a Shiklah en la cama con el Hombre Lobo. Le dispara al Hombre Lobo en la cabeza, antes de que él y Shiklah tengan un enfrentamiento: la pelea que va desde su Reino de Monstruos hasta las calles de Nueva York. Finalmente, las cosas solo empeoran durante los eventos de Hasta que la muerte nos haga. Uno de los súbditos de Shiklah es asesinado, y ni a los humanos ni a Deadpool parece importarles. Está enojada porque Wade parece estar del lado de los humanos, y declara la guerra en la superficie del mundo para anexarse a Nueva York. Deadpool intenta pedir ayuda para detener a Shiklah, y estalla una guerra entre los dos. Durante la guerra, Shiklah finalmente termina casándose con Drácula, quien le propone matrimonio. Deadpool no está contento, ya que la razón por la que se casaron fue porque la estaba protegiendo de Drácula, pero a Shiklah no le importa escucharlo. Hacia el final de la guerra, ella y Deadpool duermen juntos por última vez, luego se ponen sinceros y terminan con una nota un poco más positiva. Ella besa a Wade, drenándolo, antes de decirle adiós mientras él se desmaya temporalmente. Cuando Wade despierta nuevamente, encuentra que Shiklah le ha escrito una carta. Ella se ha ido con Drácula. Sus monstruos ya no la quieren como gobernante, y ella lo acepta, no queriendo forzar su regla sobre ellos. Ella admite amarlos y Deadpool lo suficiente como para dejarlos, y no sufrir debido a su presencia. Ella le dice que se apresuró a casarse y ser gobernante, y le desea lo mejor. Sin embargo, ella le dice que mantenga su teléfono encendido porque "nunca sabría cuándo llama el botín".

## Poderes y habilidades
Shiklah posee cambio de forma, fuerza y velocidad sobrehumanas, y mayor agilidad, reflejos y resistencia. Shiklah también tiene la capacidad de proyectar llamas regulares y etéreas, así como el control mental. Puede ver a través de los ojos de su familiar y los portales dimensionales abiertos. En particular, la mayoría de las personas, incluidos los vampiros inmortales, se agotan instantáneamente de toda la fuerza vital cuando los besa. También puede devorar varias almas a la vez en una escena que Bob de Hydra describió como similar a "Raiders of the Lost Ark". Es esencialmente inmortal, si no indestructible, y tiene siglos de conocimiento que no la prepararon para el horror que es Crepúsculo.
La verdadera forma de Shiklah de un demonio púrpura gigante es físicamente mucho más fuerte que su forma humana.
También puede oler cuando Deadpool tiene una experiencia fuera del cuerpo y se besa con la muerte.
Shiklah se describe a sí misma como "no muerta", no solo demoníaca, lo que implica que puede haber muerto y haber sido devuelta.
Ella tiene un vasto ejército de monstruos extremadamente leales a su mando.

## Versiones alternativas

### Deadpool 2099
En el año 2099, se ve a la hija biológica de Shiklah y Deadpool, Warda. Ella secuestra a Deadpool, creyendo que él conoce el destino de Shiklah.

### Deadpool & Cable: Split Second
Una versión de Shiklah de 25 años de antigüedad ha estado operando en un mundo plagado de anomalías temporales gracias a una misión en la que Deadpool y Cable están en marcha. Cuando el dúo aparece en su territorio, una bacanal, ella los ayuda con inteligencia con la esperanza de que las anomalías se irán y que veinticinco años sin su esposo no sucederán.

### Secret Wars (2015)
Durante la historia de "Secret Wars", una variación de Shiklah vive en una variación de Monstruo Metropolis que se encuentra debajo de la superficie del dominio Battleworld conocido como el Reino de Manhattan.